# Copelatus celinoides
Copelatus celinoides är en skalbaggsart som beskrevs av Guignot 1952. Copelatus celinoides ingår i släktet Copelatus och familjen dykare. Inga underarter finns listade i Catalogue of Life.